# Джихад Бізімана
Джихад Бізімана (фр. Djihad Bizimana; нар. 12 грудня 1996, Гісеньї) — руандійський футболіст, півзахисник лівійського клубу «Аль-Аглі» і національної збірної Руанди.

## Клубна кар'єра
Народився 12 грудня 1996 року в місті Гісеньї. Вихованець футбольної школи місевого клубу «Етінсель».
У дорослому футболі дебютував 2014 року виступами за команду «Район Спортс», в якій провів один сезон, після чого протягом трьох років захищав кольори команди АПР з Кігалі.
2018 року перебрався до Європи, уклавши контракт з бельгійським «Васланд-Беверен», у складі якого провів наступні три роки своєї кар'єри гравця. З 2021 року два сезони захищав кольори іншого бельгійського клубу «Дейнзе». 
До складу клубу «Кривбас» приєднався в липні 2023 року на правах вільного агента, уклавши з ним дворічний контракт. 

## Виступи за збірні
2014 року залучався до складу молодіжної збірної Руанди. На молодіжному рівні зіграв у 2 офіційних матчах.
2015 року дебютував в офіційних матчах у складі національної збірної Руанди. Згодом став капітаном національної команди.